# Арбузова, Светлана Борисовна
Светлана Борисовна Арбузова (род. 14 августа 1954) — член-корреспондент Национальной академии медицинских наук Украины, доктор медицинских наук (1996), профессор (2001), заслуженный доктор Украины (2005), генетик Высшей категории, директор восточно-украинского специализированного центра медицинской генетики и перинатальной диагностики, глава проблемной комиссии МОЗ и НАНУ по вопросам медицинской генетики, глава комиссии по вопросам борьбы с лженаукой и фальсификацией научных исследований при президиуме НАНУ.

## Научная деятельность
Светлана Борисовна Арбузова известный в Украине и за рубежом учёный, признанный специалист в области медицинской генетики, внёсший большой вклад в изучение этиологии наследственных болезней, перинатальную диагностику врождённой и наследственной патологии, развитие методов ранней профилактики генетических нарушений, которые являются основными направлениями её научной деятельности. Впервые в мире доказала и обосновала роль митохондриального генома в этиологии и патогенезе хромосомной анеуплоидии, открыла новые мутации в митохондриальной ДНК. Дважды получала гранты Лондонского королевского общества. Её исследования положили начало новому научному направлению в медицинской генетике. Достигла весомых результатов сфере генетического дородового обследования — впервые основала целостную концепцию перинатального биохимического скрининга, предложила комбинацию генетических маркеров материнской сыворотки для диагностики наследственных болезней, принципы расчёта индивидуального генетического риска. Стратегия генетического скрининга получила всеобщее признание как наиболее эффективная и была внедрена во многих странах мира. Светлана Арбузова принимала непосредственное участие в создании Европейского реестра наследственных заболеваний, международной системы контроля качества генетических обследований, эпидемиологических исследованиях популяционной частоты генетических синдромов.
Автор более 250 печатных работ, в том числе 7 монографий, учебного пособия, 5 патентов на изобретения. Научная статья по общим патогенетических механизмов наследственных заболеваний в журнале Lancet (2003) была избрана лучшей научной работой. Подготовила 4 доктора и 6 кандидатов наук.
Сопредседатель международного научного комитета по перинатальной диагностики, заместитель председателя европейской группы генетического скрининга, координатор из стран восточной Европы международной ассоциации медицины плода, член европейской организации по аудиту и внешнего контроля качества генетических исследований, член редакционных советов 4 отечественных и зарубежных журналов, заместитель председателя экспертного совета по вопросам проведения экспертизы диссертационных работ по профилактических, медико-биологических и фармацевтических наукам министерства образования и науки Украины.

## Научные работы[4]
- «Early Prenatal Diagnosis, Fetal Cells and DNA in the Mother» (2005)
- «Genetic Disorders and the Fetus. Diagnosis, Prevention and Treatment» (2007);
- «Fifty years of Human Genetics» (2007)
- «Prenatal Diagnosis» (2008),
- «Концепция ранней перинатальной диагностики согласно международным стандартам качества» (2009)
- «Контроль качества генетических обследований» (2010)
- «Этико-психологические аспекты медико-генетической консультации» (2011)
- «Перинатальная эхокардиография» (научное пособие), (2014)
- «Down Syndrom Screening: Evidence that Test Results Differ According to Phenotype» Journal of Fetal Medicine (2016)
- «Epidemiology and genetics of human aneuploidy» (2019)